# Vincent Pascal Oliva
Vincent Pascal Oliva, (en espagnol : Vicente Pascual Oliva) (Né à Martín del Río en Aragon - Décédé dans la Mission San Juan Capistrano, actuelle Californie alors possession du Mexique, le 2 janvier 1848) est un missionnaire espagnol franciscain du XIXe siècle envoyé au Nouvelle-Espagne. 

## Sa vie
Admis chez les Franciscains en 1799 il se destine pour la mission aux Amériques. Envoyé en Nouvelle-Espagne dès la fin des années 1800 il rejoint le Collège San Fernando de Mexico pour se préparer à la mission d'évangélisation auprès des populations autochtones. En 1810 il prend la route vers le nord du Mexique actuel pour se rendre dans l'actuelle Californie. Après deux années de périples il arrive à Monterey. La même année il est au service de la Mission San Carlos Borromeo de Carmelo. Peu de temps après, il est transféré à la Mission San Fernando Rey de España, où il assiste également les pères de la Mission San Gabriel Arcángel (en) et cela jusqu'à l'automne 1815. Envoyé pour renforcer l'équipe de missionnaires de la Mission San Francisco de Asís le 18 novembre 1815, il y séjourne trois ans avant de retourner à San Miguel Arcángel. Il y sert encore pendant environ deux ans avant d'être appelé à la Mission San Diego de Alcalá, où il réside jusqu'au début de 1832. Après un passage par la Mission San Luis Rey de Francia il se retire à la Mission San Juan Capistrano où il demeure jusqu'à sa mort.